# 至誠会 (東京女子医科大学)
一般社団法人至誠会（いっぱんしゃだんほうじん しせいかい）とは、東京都新宿区河田町に本部を置く東京女子医科大学医学部の卒業生によって構成される同窓会。

## 概要
初代会長は東京女子医科大学の創設者で女医の吉岡弥生。
至誠会は、当初は同窓会として設立されたが現在は、病院経営や女性医学者への助成金支給、医療従事者養成などの公益事業などもてがけている。
その中でも最大の事業部が、東京都世田谷区上祖師谷にある至誠会第二病院で332床のベッド数を擁す総合病院となっていたが、2006年10月に療養病棟を閉鎖。現在は305床となっている。至誠会第二病院は、厚生労働省より臨床研修病院に指定されており東京女子医科大学の卒後臨床研修プログラムに参加していて、東京女子医科大学の系列病院として重要な施設として位置付けられている。
東京女子医科大学医学部（その前身を含む）の卒業生は正会員、東京女子医科大学医学部の在学生は準会員となる。

## 沿革
- 1897年（明治30年） - 女医吉岡弥生が東京市麹町区飯田町に東京至誠医院を開業
- 1900年（明治33年）12月5日 - 東京至誠医院の一室に東京女医学校創立
- 1910年 - 同窓会として「校友会」を設立。後の至誠会の前身となる
- 1923年 - 校友会は「至誠会」となり、東京至誠医院は「至誠会病院」となる（「至誠会病院」は東京大空襲で焼失、再建されず）
- 1929年 - 吉岡弥生が北多摩郡千歳村に「至誠会病院千歳村分院」を開設（現在の至誠会第二病院）
- 2016年 - 大阪府に開設していた有床診療所である至誠会産科婦人科を閉鎖。

- この他に牛込区（現新宿区）市谷仲之町に至誠会第三病院があったが、至誠会病院と同様に戦災で焼失し再建されず。

## 設置している医療機関等
- 至誠会第二病院
- 至誠会看護専門学校